# 이교 (종교)

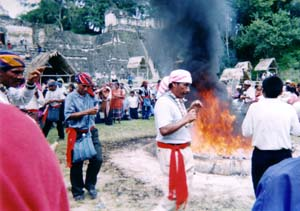
불의 주위에서 춤추는 마야의 제사장

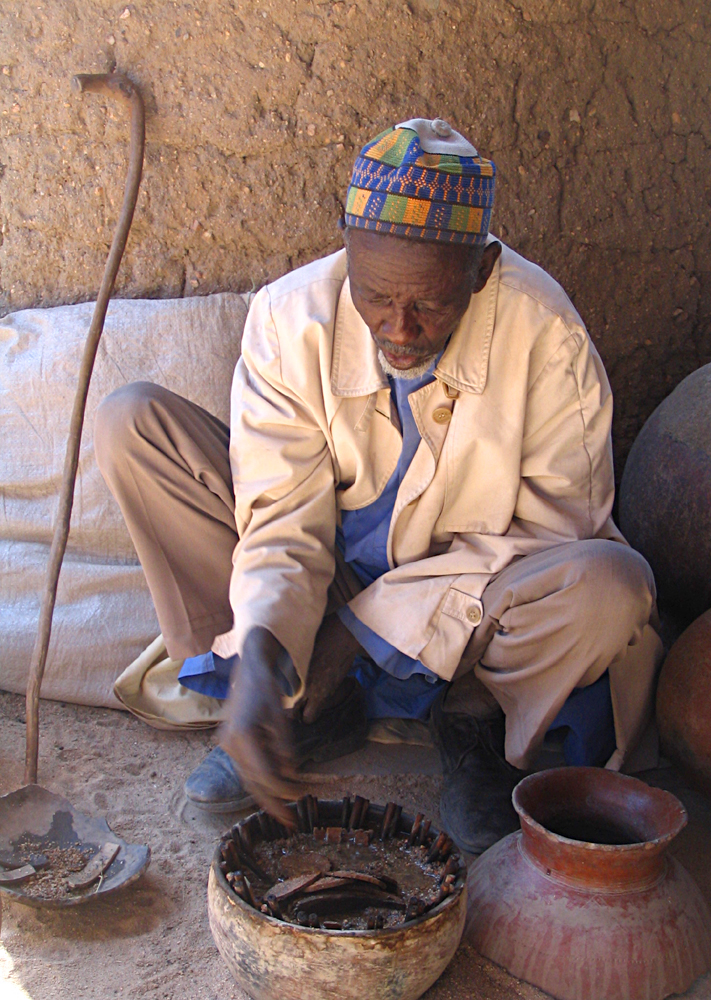
소코토 칼리파국이 서아프리카로 확대하는 것에 따라, 이슬람교를 믿는 후라니족은 근린의 비이슬람교도, 예를 들어 이 사진의 카프시키의 점자와 같은 사람을, 키르디 (Kirdi) 즉 "pagan"라고 불렀다.

이교(영어: Paganism, 프랑스어: Paganisme, 라틴어: Paganismus)는 자연숭배나 다신교의 신앙을 넓게 포괄해 지시하는 인구어권에서의 말이며, 아브라함의 종교 (아브라함의 일신교)의 시점에서 이용한 말이다. 모욕이나 차별 용어로서 사용하는 일이 많다.
한편, 아메리카 합중국에서는 1960년대 이후, 이교도라고 자기 규정하는 사람들의 다양한 절충 주의적이고 개인주의적인 무수한 종교 운동이 각지에서 발생하고 있어, 이교라는 말을 종래와는 다른 가치관을 가지고 사용하는 자칭 이교도 내지 현대 이교도가 오늘날에는 수 천 인 이상의 규모로 존재한다.

## 모욕어
민족학자가 자연숭배나 다신교의 신앙을 나타내는데 "이교"라는 어를 이용하지는 않는다. 자연숭배와 다신교는 같은 것을 가리키지는 않고, 이교의 말 이외에 더 적절한 카테고리명, 예를 들면 샤머니즘, 다신교, 애니미즘 등의 명칭이 있기 때문이다. 이 '이교'이라는 말에는 자주 모욕의 영향이 있어, 영어의 'heathen' (야만인, 이교도), 'infidel' (불신심자), 이슬람 권에서의 'كافر 카피르'라는 말에 상당한다.

## 어원

### Pagan
영어 Pagan의 어원은 라틴어 형용사 paganus ('시골의')이다. 명사 paganus(형용사와 동형)는 '시골의 주민', '마을사람'을 의미했다. 구어체로는 누군가를 bumpkin(풍류를 모르는 자)라든지 산지 주민을 모욕하고 hillbilly (산원숭이) 등이라고 부르는 물건이었다고 생각한다. Paganus는 거의 예외없이 모욕어로서 이용했었다. 영어 villain(악당)도 Pagan처럼 "villager"(마을사람)라는 말에서 파생했다. (팽창하는 기독교 신자들이 북유럽이나 스칸디나비아의 이교도를 villain라고 불렀다). 기독교 신앙은 지극히 초기 시대부터 시골보다 도시에서 침투가 훨씬 더 빨랐다 (예를 들면 안티오키아, 알렉산드리아, 코린트, 로마 등. 실제, 초기 그리스도 교회는 거의 모두 도시에 있다). 그 결과 곧 '시골의 거주자'는 '비기독교도'를 의미하게 되어, "pagan"이 현재의 의미를 가지는 시초가 되었다. 이러한 침투 속도 차이는 주로 시골 사람들이 보수적인 성격으로 도시지역에 사는 사람보다 기독교라는 새로운 사상에 대해서 저항했던 것에 관계가 있었을지도 모르고, 혹은 초기의 선교 활동이, 인구가 확산하고 있는 시골보다 집중하고 있는 거리에 역점을 두고 있던 때문일지도 모른다.
라틴어 paganus의 고전기 이후의 '비기독교, 불신심자'로서의 의미론적인 발전은 확실치 않다. 이 의미가 언제 발생했는가는 논쟁이 있다. 하지만, 4세기가 가장 그런 것같다고 생각된다. 초기의 사용예는 테르툴리아누스의 De Corona Militis xi에 있다: "Apud hunc [sc. Christum] tam miles est paganus fidelis quam paganus est miles infidelis". 하지만, 이 paganus는 '불신심자'보다 '시민'이라는 의미로 해석해야 한다.
이 의미의 발전에 대해서는, 주된 설은 3개 있다.
1. 고전 라틴어paganus는 옛날에는 '시골풍의' (명사라고 해도)이라는 의미였다. 로마 제국의 도시지역에서 기독교가 수용된 후도, 시골의 마을에서는 우상 숭배가 계속해 행해지고 있었기 때문에, 의미의 변용이 일어났던 것이라고 생각한다. Orosius Histories 1. Prol. "Ex locorum agrestium compitis et pagis pagani vocantur." 참조.
2. 고전 라틴어 paganus의 것보다 일반적인 의미는 '(군인이 아닌) 일반 시민' (형용사, 명사)이었다. 기독교도는 로마 가톨릭교회의 milites (응소병)를 자칭하고 있었기 때문에, 스스로 이외를 '(교회의) 군에 참가하고 있지 않은' 일반 시민이라고 불렀다.
3. '야만스러운 이교도'라는 의미는, paganus의 해석의 하나로부터 태어났다. paganus는 공동체나 그룹으로부터 빗나간 아웃사이더를 가리키는 일이 있었다. 그 때문에, '거리의 사람은 아닌' 즉 '시골자'가 되었던 것이다. Orosius Histories 1. Prol. "ui alieni a civitate dei..pagani vocantur." C. Mohrmann, Vigiliae Christianae 6 (1952) 9ff.를 참조[3].

프랑스어 "paysan" (소작농, 소규모의 농가)은 영어 "Pagan"과 같은 라틴어를 기원으로 하고 있어, 고프랑스어 paisent를 경유한 것이다.
라틴어 paganus (파가누스)는 '시골, 지방'을 의미하는 라틴어 pagus (파구스)로부터 파생한 것이며, 이 pagus는 희랍어의 πάγος (파고스 = 바위 투성이의 언덕의 뜻)와 동계이며, 더욱 거슬러 올라가면 경계표지로서 '지면에 맞은 무엇인가'에 맞닥뜨린다: 인구조어의 어간 pag-는 '고정되었다'라는 의미로, "page" (페이지), "pale" (책), "pole" (폴), "pact" (계약), "peace" (평화) 등의 어원이 되어 있다.
비유적인 용법을 통하고, 후에 paganus는 '시골의 지방, 마을', '지방 거주자'를 의미하게 되었다. 로마 제국이 군사 독재의 경향을 강하게 해 가는 가운데, 4세기부터 5세기에 그것은 '시민'을 의미하게 되었다 (영어로 하는 '현지 주민'과 유사한 의미로). 이 말에 부의 이미지가 붙기 시작한 것은, 후기 제국이 농노제를 도입해, 농업 종사자가 법적으로 토지에 얽매이게 되고 나서이다 (농노 참조). 동시에 이 단어는 베르길리우스가 농경시에서 존경의 생각과 함께 접한 것 같은, 지방에 사는 사람들의 소박한 옛부터의 신앙을 암시하게 되었다. 닮은 의미를 가지는 heathen (아래와 같이)와 같이, 중세 영어를 이야기하는 기독교 신자에 의해서, 너무나 소박하기 때문에 기독교를 신앙하지 않는 사람들을 매도하는 말로서 채용되었다. 더해, 유럽의 시골은 기독교의 강압에 대해서 가장 저항한 지방 풍습이며, 유럽의 기독교 세계에 대해 무력으로 저항해, 완고하게 자연 신앙을 지켰기 때문에, 중세에서 이 말의 의미는 재차 강조되게 되었다.
전술과 같이, pagan는 보수적인 신조를 안는 시골의 사람들에 대한 모욕어가 되어, 구어화의 진전과 함께, 주로 '도시'의 신흥 세력인 기독교화 된 로마 사회에 대해서 전 기독교/비기독교적인 신조를 가리키게 되어 갔다.
현대라는 신앙의 큰 변혁기에, 서양 문화권에 속하는 시골의 사람들은, 보수적인 '전통적인' 가치 기준을 계속 가지고 있는 것이지만 (성서 지대, en:red state에 볼 수 있듯이), 이것들 지방의 보수주의자들은 현재, 세속화 된 아메리카 합중국의 도시지역과 대결하고 있다. pagan는 지금은 '보수적인 신조와 가치를 유지하는 시골의 사람들'이라고 하는 것보다, 전 기독교적 샤머니즘을 개념화한 용어로서 확립해 있다. 21세기의 지방 거주 보수적 기독교 신자층은 문화적으로 보고, 제일 및 제2천년기에서의 pagan의 경상과 같은 존재라고 할 수도 있다.
초기 기독교회의 신플라톤주의자들은, 세련된 pagen 등 (예를 들면 플라톤, 베르길리우스)의 가치를 기독교화하려고 열심히 시도했다. 이러한 노력은 인텔리층에 대해서는 다소의 영향이 있었지만, pagan에 의해서 나타나는 더 일반적인 편견을 없애는 것에는, 거의 힘이 없었다.
pagan라는 말은 14세기부터 영어에 확인할 수 있지만, paganism라는 말이 17세기보다 전에 이용된 증거는 없다. OED는 에드워드 기번의 '로마 제국 쇠망사' (1776)에 있는 "The divisions of Christianity suspended the ruin of paganism."을 예시하고 있다. 이는 그러나 새로운 조어가 아니고, 아우구스티누스가 이미 paganismus라는 말을 이용하고 있다.
기독교의 도시성은 아우구스티누스의 저작으로부터 예시할 수 있다. De Civitate Dei contra Paganos (pagan에 대항하는 신의 시)로 아우구스티누스는, 로마 멸망에 직면해 곤궁한 도시 생활 기독교도를 격려하고 있다. 커다란 '사람의 도시'는 멸망하고, 기독교도는 '신의 도시'에서의 궁극의 시민이라고 지적했다.
슬라브인, 특히 동 슬라브인은, pagan을 모욕어로서 도입했다. 대략 '음험한 야수'라고 번역된다. 어원에 관한 이 설은, 슬라브인이 서쪽의 기독교를 강요 당한 이후, 스스로중에 남은 비기독교에 대해 부정적이었다는 사실에 인한다.
Adam Gorightly의 The Prankster and the Conspiracy에 의하면, 자연 종교의 숭배자를 pagan이라고 부른 것은, en:Discordianism의 제창자 중 하나, en:Kerry Thornley (Omar Khayyam Ravenhurst)였다.

### Heathen
Heathen는 고대 영어 haedhen (기독교도가 아닌, 또는 유태인. 고노르드어의 heidhinn라고 비교되고 싶다)로부터 와 있다. 역사적으로, 이 단어는 아마 고트어의 haithi (황야에 사는 것)의 영향을 받고 있다. haithi는 en:Ulfilas의 성서 (희랍어로부터 고트어로 번역되었다) 안에, haithno (상냥한 여성, 마르코 7:26)로서 나타난다. 이 번역은 아마 라틴어의 paganus (시골의 주민)에 영향을 받았는지, 희랍어의
ethne (민족, 이교도, 이방인)와의 유사성으로부터 선택된 것일 것이다. 고트어의 haithi는 heath (황무지)와는 관계없이, 아르메니아어의 hethanos (이 자체는 희랍어의 ethnos에 의한다)에 의한 것은 아닐까도 오랫동안 시사되어 왔다.

## 용어법

### 일반적인 사용법

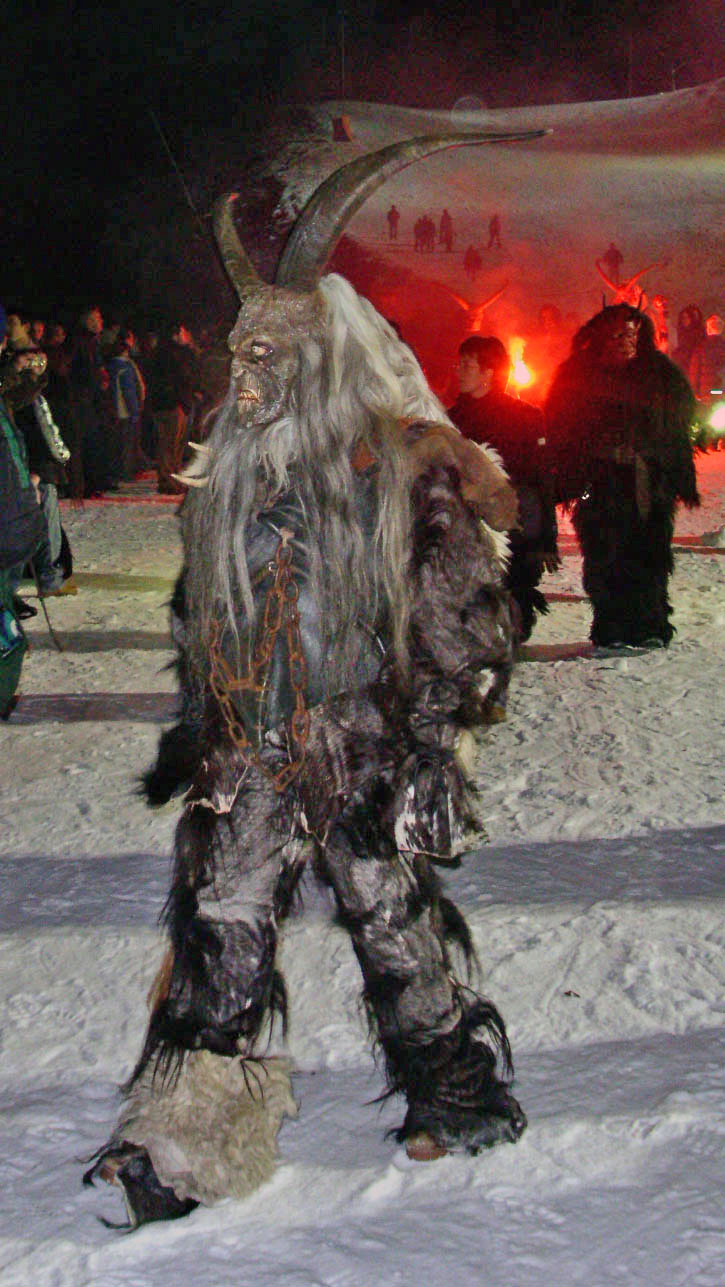
오스트리아, 쿠라겐후르트의 Perchten

역사적으로 "pagan" 및 "heathen"는 유태교, 기독교, 이슬람교 등의 일신교의 신자에 의해서 스스로의 종교를 믿지 않는 사람을 가리키는 모욕어로서 이용되어 왔다. 스코틀랜드 및 아일랜드에서는, heathen가 지금도 아직 일부 기독교도에 의해서 비가톨릭에 대한 모욕어로서 이용되고 있다. Paganism도 또 때로는 (수용되고 있는 일신교에 비해) 신앙의 '결여'로서 이용되어 따라 때로는 무신론과 본질적으로 같은 것을 의미하는 일이 있다. Paganism은 자주 역사적인 고전 시대의 종교, 그 중에서도 특기해야 할 것은 그리스 신화와 고대 로마의 신앙이지만, 을 가리켜, 중립적인 용어 혹은 칭찬을 숨긴 용어로서 이러한 신앙을 가리키는 용도에 이용할 수도 있다. 하지만, 서양 사회의 안에 낭만주의와 신앙의 자유가 흥할 때까지는, 거의 항상 paganism은 기독교회가 확립한 정치적인 골조로부터 어이없이 져진 이단을 매도하기 위해서 이용되었다. 일신교 신자를 오히려 특수한 존재로서 혹은 색안경을 쓰지 않고 취급해야 한다고 믿는 사람들에 의해서, 이 말이 칭찬을 담아서 이용되게 된 것은, 간신히 19세기에 들어가고 나서이다. Pagan은 또, 헤브라이어의 paganini (숲의 거주자)에도 유래한다.
Pagan은, 속된, 기독교적인 의미로의 쾌락주의자와 동일시 되게 되어, 감각적인, 물질주의의, 독선의, 장래에 관심을 가지지 않고 세련된 종교에 관심을 가지지 않는 인물이라고 평가를 받기 위해서 이용되게 되었다. paganism의 한계에 대해 주의를 환기하고 싶은 사람들은, 통상 이 말을 이상과 같이 속된 의미로 이용한다. 예를 들면 G. K. 체스터턴은, 다음 같이 썼다:
'pagan은, 잘 말하면, 자신을 즐기려고 시도했다. 하지만, 문명화되었을 때, 그는 발견했던 것이다. 자신을 즐기는 사람은, 다른 아무것도 즐길 수 없게 된다고.'

### Heathenry
"Heathen" (고대 영어로 haedhen)는 paganus의 역이다. 이 말은 특히 독일의 paganism 내지 독일의 neopaganism에 대해 이용된다. en:Jastorf culture에 원류를 가지는 게르만 민족은 5세기까지 동구 및 중부 유럽에 분포했다. 그 때부터, 게르만어의 각방말은 서로 의미가 통하지 않게 되어 갔다. 게르만인의 기독교화는 4세기 (고트족)부터 6세기 (앵글로색슨, en:Alamanni)에 걸치고, 내지는 대륙에서는 8세기 (색슨)에 걸쳐 일어나, 9에서 12세기에는 아이슬랜드와 스칸디나비아도 기독교화되었다.

### Pagan의 분류
en:Isaac Bonewits 는, pagan을 다음 같이 분류했다:
- 고Paganism (Paleo-Paganism) : 현대 이교과 대조해 이용하는 레트로님이다. 다른 문화에 의해서 단절되지 않았던 paganism을 가리킨다. 힌두교, 신도, 타키투스 그리는 곳의 민족 대이동 전의 en:Germanic paganism, Caesar 그리는 켈트인의 다신교, 고대 그리스 및 고대 로마의 종교가 이에 속한다.
- 안Paganism (Meso-Paganism) : 일신교, 후타가미교, 무신적 세계관의 영향을 받았지만 독립한 종교적 실천을 유지하고 있는 한 무리이다. 네이티브·아메리칸, 오스트라지아의 애버리지니, 바이킹 시대, 노르웨이의 이교주의이 속한다. 영향으로서는 프리메이슨, 장미십자회, 신지학, 심령주의, 시크교, 많은 아프리카의 소수 종교 (하이티의 부두교나 산테리아 등)를 포함한다.
- 현대 이교 (en:Neo-Paganism): 근현대인에 의한, 기독교 이전의 자연 종교 없이, 자연을 기반으로 가지는 정신 세계를 다시 되찾으려는 시도. en:Asatru, 신드르이드교나 위카 등, 뉴 에이지 시대의 재구성이나 반재구성에 의하는 것을 포함한다.

## 현대 이교도

### 현대 이교
다른 용법으로서 현대의 실천가는 paganism을 불신심에 한정하지 않고, 다신교나 범신교의 의미로, 자주, 자연을 기반으로 한 종교 행위를 가리켜 이용하는 일이 있다. 그것들에는 부흥주의자들의 en:Hellenic polytheism이나 en:Asatru, 또 더 근년이 되어 (대략 1940년 경) 성립한 위카가 포함되어 이들은 통상 현대 이교 (neopaganism)로 불린다. 현대 이교의 신자 (neopagan)들은 자주 스스로를 단지 pagan이라고 부르지만, 본 항목에서는 pagan이라고 했을 경우 주로 고대의 종교를 가리키기로 한다.
현대 이교에 포함되는 종교는 그 밖에도, Forn Sed, 켈트족의 네오드르이드교 (en:Neo-druidism), 란고바르드의 오딘 숭배, 리투아니아의 en:Romuva, 슬라브의 en:Rodoverie가 있으며, 근년이 되어 재구성된 것이 아니고, 고대 종교의 부활이라고 신자들은 주장하고 있지만, 그 차이는 확실치 않다. 이들 리바이벌적 종교는, 특히 위카, Asatru, 네오드르이드교에 대해 현저하지만, 그 기원을 19세기의 낭만주의 운동에 지고 있어 당시 유행하고 있던 신비학 내지는 신지학의 자취를 명료하게 세우고 있다. 그 점, 역사적인 시골 (paganus)에서 믿어지던 민간 종교와는 다르다. en:IslenskaAsatruarfelagidh는 주목해야 할 예외이며, 이것은 많든 적든 직접적으로, 살아 남은 시골의 민화로부터 이끌린 것이다.
그런데도 덧붙여 어느 실천가들은, 통합을 지향하는 경우조차, 스스로의 신앙이 현대 이교이라는 용어로 불리는 것에 저항하는 경향이 있다. 그렇다는 것도, 그들은 스스로가 하고 있는 것이 결코 새로운 것은 아니라고 생각하고 있기 때문이다. 현재로서는 소수파이지만, 1990년대 이후, 부흥주의자의 사이에 로망주의적인 혹은 오칼트적인 요소를, 기독교 이전의 요소를 분리하려고 노력하는 움직임이 강해지고 있는 것이다.

### 근현대의 자연숭배
공업화된 사회에 사는 현대의 pagan은, 스스로의 신조와 실천의 기반을, 대자연 및 살아 있는 온갖 것 모두에 머무는 신성에 묶고 있다. 하지만, 과거부터 현재에 이르는 모든 paganism이 그렇다고는 할 수 없다. 수많은 신이 있다고 믿는 경우도, 모든 생물에게 존재하는 의식하의 정신 (혹은 영혼)이 전우주적으로 통합해 사람기둥의 신이 된다고 믿는 경우도 있을 수 있다. 선사시대에 거슬러 올라가는 paganism의 기원은 이미 역사의 저 멀리 잃게 되어 버렸지만, 근대적인 일신교보다 낡다. 고대의 paganism은 아테네의 아테나와 같이 토지 토지의 신을 숭배하는 경향이 강했지만, 고전 시대를 통해 또 알렉산드로스 3세 메가스의 통치에 따라 신들이 통합된 후에는 각각의 신은 오룰포스의 신의 여러 가지 면이 발로한 것이라고 볼 수 있게 되어, 여신 로마가 도시 로마의 인격화인 것처럼, '나라의 신들'이 각지방에 침투하며 갔다. 앙시앵 레짐의 면면은 스스로는 이러한 신들의 지상에서의 대리인이다고 주장해, 그것은 크든지 작든지, 국가를 지탱하는 종교자들의 관료 기구에 의해서 유지된 것이었다고 생각된다. 이는 paganism와 '주류파'의 en:revealed religion가 어느 정도 공통에 가지고 있던 특징으로, 가톨릭 및 영국 국교회의 역사나, 과거 및 현재의 이슬람교에도 찾아내지는 것이다.
하나의 확립한 용법으로서 paganism에는 일신교 이외의 어떠한 종교를 믿는 것으로 하는 의미가 있다. 그렇게 되면, 고대 그리스의 피타고라스주의자는 pagan은 아니게 된다. 왜냐하면, 그들은 아브라함의 종교의 전통과는 다른 일신교를 믿고 있었기 때문이다. 부정적으로 극론하면, 종교적으로 정통으로 여겨지지 않는 모두의 신조, 의식, 즐거움등은, 거기에 손을 대면 반대파로부터 pagan으로 불릴 수 있는 물건이라는 것이 된다. 예를 들면 버닝 맨, 할로윈, 끝은 크리스마스에 이르기까지.

## 같이 보기
- 아브라함의 종교
- 일신교
- 다신교
- Gentile
- 증오범죄
- 외도 - 육사외도 (불교 용어)
- 전통 종교
- 페이 건메탈 - 이교 사상을 주제로 한 음악 장르의 하나.